# 関西学院大学体育会サッカー部
関西学院大学体育会サッカー部（かんせいがくいんだいがく たいいくかいサッカーぶ、英語: Kwansei Gakuin University Soccer Club）は、兵庫県西宮市にある関西学院大学のサッカークラブである。

## 歴史
関西学院が創立された1889年より以前からボールを蹴られ、体育の授業でもサッカーが取り入れられていた。その後、旧制広島中学（現：広島国泰寺高校）出身の平田一三が関西学院に進学し、当時の関西学院が所在した神戸市の原田の森にあった「啓明寮」で仲間とボールを蹴り始め、1918年に「関学蹴球部」の名称でサッカー部を創設した。学院の学生運動部長だった松岡栄一が1917年の『学生会抄』に「蹴球部は新しい部丈生み親平田君」と書いている。平田の広島一中で一学年下が東京大学サッカー部創設者・野津謙、二学年下が慶應大学サッカー部創設者・深山静夫。
関西学院大学の体育会OB倶楽部が発行した『会報』第5号に「平田が一ケのフットボールをどこからか持ってきて、文科の小田切平和・大崎治郎の3人で蹴り始めた。やがて文科の河辺満甕、商科の及川武寿・浅野高彦をはじめ仲間は次第にふえてきて、商科館前の細長いグラウンドに集って夕食後フットボールの乱蹴りに興じた…」と書かれている。この後「そのうち、秋になって啓明寮から成金寮に試合の申し込みがなされるまで発展し、中学部の運動場で一戦交へたが、その時、吉岡美国院長をはじめ松本益吉・古崎彦一・池田多助・J.C.C.ニュートン・T.H.へーデン・H.W.アウダブリッヂ等の学院の中核の教授連が、このめずらしいゲームを観戦している」と書かれている。3人の外国人教授はたまたまアメリカ人とカナダ人で、これを「めずらしいゲーム」と感じたと見られ、ヨーロッパから来た外国人教授がいたら、違った内容になったものと見られる。
1923年、関西専門学校ア式蹴球連盟（現在の関西学生サッカー連盟）を関西大学および神戸高等商業学校と共に発足させ、1924年1月に関西専門学校ア式蹴球リーグ（現在の関西学生サッカーリーグ）が創設された（初年度の加盟校は関西学院、関西大学および神戸高商）。また、1924年より早稲田大学との早関サッカー定期戦が開始された。
1925年5月に開催された第7回極東選手権競技大会の日本代表に渡邊彌之助など5名が本部在籍者として初めて選出された。
1926年、関西専門学校ア式蹴球リーグで初優勝した。
1929年、東西学生蹴球対抗王座決定戦の第1回大会に出場し東京帝国大学に敗れた。同年のア式蹴球全国優勝大会（第9回天皇杯全日本サッカー選手権大会）に関学クラブとして初出場し、決勝で法政大学を破り初優勝した。翌1930年の大会（第10回天皇杯全日本サッカー選手権大会にも出場し、決勝で慶應BRBを破って2連覇を飾った。
1938年、東西学生蹴球対抗王座決定戦で初優勝した。
全関学の名称で1950年の天皇杯に出場し優勝。1953年および1955年の大会も全関学として優勝した。また、関学クラブとして出場した1958年の第38回天皇杯全日本サッカー選手権大会の1回戦で、南部蹴球団（東北代表）に18-0で勝利したが、これは2014年現在の天皇杯本大会における1試合での1チーム最多得点・最多得点差・合計最多得点試合の各記録である。同大会決勝で八幡製鉄を破って優勝した。
1959年の第39回天皇杯全日本サッカー選手権大会は古河電工（現：ジェフユナイテッド市原・千葉）、東洋工業（現：サンフレッチェ広島F.C）と実業団勢を破り、決勝も中央大学に勝利して2度目の連覇を達成した。
16回目の出場となった2000年の第80回天皇杯全日本サッカー選手権大会の1回戦でJ2・ベガルタ仙台に勝利した。
24回目の出場となった2014年の第94回天皇杯全日本サッカー選手権大会の2回戦でJ1・ヴィッセル神戸に勝利した。
2015年8月、総理大臣杯全日本大学サッカートーナメントで初優勝した。同年11月、関西学生リーグ1部で歴代最多となる29度目の優勝（6年ぶり）を決めた。さらに12月には、第64回全日本大学サッカー選手権大会で初優勝を果たし、1985年の大阪商業大学以来30年ぶりとなる関西選手権、関西リーグ、総理大臣杯、大学選手権の4冠を達成した。
27回目の出場となった2018年の天皇杯 JFA 第98回全日本サッカー選手権大会の2回戦でJ1・ガンバ大阪に勝利した。

## 主な成績
- 天皇杯 JFA 全日本サッカー選手権大会
  - 優勝：関学クラブとして4回（1929、1930、1958、1959）、全関学として3回（1950、1953、1955）
- 総理大臣杯全日本大学サッカートーナメント
  - 優勝：1回（2015）
- 全日本大学サッカー選手権大会
  - 優勝：1回（2015）
  - 準優勝：1回（2014）
- 東西学生蹴球対抗王座決定戦
  - 優勝：6回（1938、1948、1951、1954、1960、1961）
  - 準優勝：15回（1929、1931、1935、1939、1940、1942、1947、1950、1952、1957、1958、1959、1962、1963、1965）
- 関西学生サッカーリーグ
  - 優勝：29回（1926、1927、1928、1929、1931、1935、1938、1939、1940、1942、1947、1948、1950、1951、1952、1954、1957、1958、1959、1960、1961、1962、1963、1965、1967、1969、1998、2009、2015）
  - 準優勝：19回（1924、1925、1930、1932、1933、1934、1936、1937、1946、1949、1953、1955、1964、1966、1970、1972、1973、2001、2016）
- 関西学生サッカーリーグ春季リーグ
  - 優勝：2回（2001、2004）
  - 準優勝：2回（1996、2005）
- 兵庫県サッカー選手権大会（兼天皇杯 JFA 全日本サッカー選手権大会兵庫県予選）
  - 優勝：15回（1998、2000、2001、2002、2003、2009、2010、2012、2013、2014、2015、2016、2018、2019、2021）
  - 準優勝：6回（1999、2006、2007、2011、2017、2020）

## 主な出身選手
- 2012年卒
  - 阿部浩之
  - 梶川諒太
- 2013年卒
  - 井林章
- 2014年卒
  - 沓掛勇太
- 2015年卒
  - 福森直也　
  - 泉宗太郎
- 2016年卒
  - 小林成豪
  - 呉屋大翔
  - 井筒陸也
- 2017年卒
  - 森俊介
  - 出岡大輝
  - 米原祐
  - 徳永裕大
- 2018年卒
  - 大塚翔
  - 魚里直哉
- 2019年卒
  - 髙尾瑠
  - 中野克哉
  - 宇都木峻
- 2020年卒
  - 山本悠樹
  - 岩本和希
- 2022年卒
  - 山見大登
  - 本山遥
  - 臼井貫太
  - 渡邉英祐
- 2023年度卒
  - 木村勇大
  - 山田剛綺
  - 山内舟征
- 2024年卒
  - 倍井謙
  - 長尾優斗
  - 濃野公人
  - 美藤倫
  - 望月想空
  - 渡邉颯太